# Boombox
A Boombox (alcíme The Remix Album 2000–2008) az ausztrál énekesnő, Kylie Minogue egyik remixalbuma. A Parlophone adta ki 2008. december 17-én. A lemez 2000 és 2008 között létrehozott remixeket tartalmaz, köztük a korábban kiadatlan címadó dal, a „Boombox” egyik remixét.

## Háttér és kidolgozás
A legtöbb, ezen a válogatáson található remix rövidebbre lett vágva, mint az eredeti hosszuk, hogy ráférjenek a fizikai hanghordozóra. A lemezen fel van tüntetve, hogy az egyes remixek honnan származnak és az eredeti megjelenés katalógus számai, kivéve a „The One” (Bitrocka Mix)-et és a „Boombox” (LA Riots Remix)-et, melyek ugyanis korábban nem voltak kiadva. Számos remix ritka promóciós bakelitről származik. Csak a „Kids”, a „Please Stay” és a „Chocolate” azok a Parlophone által 2000 és 2008 közt kiadott kislemezek, melyek nem jelentek meg ezen az albumon remixként, jóllehet a „Kids” a lemez megjelenéséig nem kapott semmilyen remixet.
2008. december 11-én be lett jelentve, hogy a lemez megjelenik az Egyesült Államokban, mely egybeesett a 2009-es Grammy-re való jelölésével.

## Számlista
|     | Cím                                                   | Hossz |
| --- | ----------------------------------------------------- | ----- |
| 1.  | Can’t Get Blue Monday Out of My Head                  | 4:05  |
| 2.  | Spinning Around (7th District Club Mental Mix)        | 4:09  |
| 3.  | Wow (Death Metal Disco Scene Mix)                     | 4:01  |
| 4.  | Love at First Sight (Kid Crème Vocal Dub)             | 3:41  |
| 5.  | Slow (The Chemical Brothers Mix)                      | 4:45  |
| 6.  | Come into My World (Fischerspooner Mix)               | 4:18  |
| 7.  | Red Blooded Woman (Whitey Mix)                        | 3:36  |
| 8.  | I Believe in You (Mylo Mix)                           | 3:24  |
| 9.  | In Your Eyes (Knuckleheadz Mix)                       | 3:48  |
| 10. | 2 Hearts (Mark Brown’s Pacha Ibiza Upper Terrace Mix) | 4:20  |
| 11. | On a Night Like This (Bini & Martini Mix)             | 4:04  |
| 12. | Giving You Up (Riton Re-Rub Vocal Mix)                | 4:13  |
| 13. | In My Arms (Sébastien Léger Vocal Mix)                | 3:49  |
| 14. | The One (Bitrocka Remix)                              | 4:43  |
| 15. | Your Disco Needs You (Casino Mix)                     | 3:40  |
| 16. | Boombox (LA Riots Remix)                              | 3:58  |

## Helyezések
| Albumlista (2008)                          | Legjobb helyezés |
| ------------------------------------------ | ---------------- |
| Japán (Oricon)                             | 146              |
| Albumlista (2009)                          | Legjobb helyezés |
| Ausztrália (ARIA Charts)                   | 72               |
| Csehország (IPFI)                          | 43               |
| Görögország (IFPI)                         | 31               |
| Japán (Oricon)                             | 13               |
| Egyesült Királyság (UK Albums Chart)       | 28               |
| Egyesült Államok (Dance/Electronic Albums) | 10               |

## Megjelenések
- Japán : 2008. december 17.
- Európa : 2009. január 2.
- Egyesült Királyság : 2009. január 5.
- Svédország : 2009. január 7.
- Taiwan : 2009. január 9.
- Kanada : 2009. január 13.
- Egyesült Államok : 2009. január 27.
- Olaszország : 2009. február 6.
- Ausztrália : 2009. február 28.

## Fordítás
- Ez a szócikk részben vagy egészben  a   Boombox (Kylie Minogue album) című angol Wikipédia-szócikk fordításán alapul.  Az eredeti cikk szerkesztőit annak laptörténete sorolja fel. Ez a jelzés csupán a megfogalmazás eredetét és a szerzői jogokat jelzi, nem szolgál a cikkben szereplő információk forrásmegjelöléseként.